# Get Lonely
Get Lonely — десятый студийный альбом американской инди-рок группы The Mountain Goats из Клермонта (Калифорния). Он был выпущен 21 августа 2006 года на лейбле 4AD.

## Отзывы
| Совокупная оценка    | Совокупная оценка |
| Источник             | Оценка            |
| -------------------- | ----------------- |
| Metacritic           | 75/100            |
| Оценки критиков      |                   |
| Источник             | Оценка            |
| AllMusic             | [ 2 ]             |
| Blender              | [ 3 ]             |
| Entertainment Weekly | B                 |
| The Guardian         | [ 5 ]             |
| Mojo                 | [ 6 ]             |
| Pitchfork            | 7.6/10            |
| Q                    | [ 8 ]             |
| Rolling Stone        | [ 9 ]             |
| Spin                 | [ 10 ]            |
| Uncut                | [ 11 ]            |

Альбом получил положительные отзывы от музыкальных критиков, набрав 75/100 баллов на Metacritic. Критик AllMusic Росс Хоффман оценил альбом на 4 из 5 и отметил, что «в тематическом плане Get Lonely — самая скудная и мрачная пластинка в дискографии Mountain Goats. Get Lonely, с другой стороны, практически однообразен в своей лирической направленности. В каждой песне рассказчик от первого лица находится в состоянии опустошенности, близком к отчаянию, одиночества (всегда) и пытается, более или менее явно, справиться с психическими последствиями недавней потери: крайняя вялость, эмоциональный паралич, прерывистые попытки детерминированного перенаправления; кошмарный бред. Эти песни построены в основном на простых партиях акустической гитары (с разумными инструментальными украшениями), но они далеки от примитивного lo-fi рвения и нервной энергии ранних лет Дарниэлла — с тех пор он стал значительно более искушенным композитором, писателем и наблюдателем за состоянием человека, и это во многом его самая зрелая работа на сегодняшний день».

## Список композиций
Слова и музыка всех песен — John Darnielle, кроме указанных.
| №                   | Название                                      | Длительность |
| ------------------- | --------------------------------------------- | ------------ |
| 1.                  | «Wild Sage»                                   | 4:13         |
| 2.                  | «New Monster Avenue»                          | 3:38         |
| 3.                  | «Half Dead»                                   | 3:26         |
| 4.                  | «Get Lonely»                                  | 3:50         |
| 5.                  | «Maybe Sprout Wings»                          | 2:46         |
| 6.                  | «Moon Over Goldsboro»                         | 5:02         |
| 7.                  | «In the Hidden Places»                        | 4:21         |
| 8.                  | «Song for Lonely Giants»                      | 3:10         |
| 9.                  | «Woke Up New»                                 | 2:57         |
| 10.                 | «If You See Light»                            | 1:58         |
| 11.                 | «Cobra Tattoo»                                | 3:10         |
| 12.                 | «In Corolla» (John Darnielle, Franklin Bruno) | 4:05         |
| Общая длительность: | Общая длительность:                           | 42:36        |

| №                   | Название                    | Длительность |
| ------------------- | --------------------------- | ------------ |
| 13.                 | «Naming Day»                | 3:11         |
| 14.                 | «They Are Stone Swallowers» | 3:08         |
| 15.                 | «Keeping House»             | 2:38         |
| Общая длительность: | Общая длительность:         | 51:33        |